# Kepler-106d
Kepler-106d es uno de los cuatro planetas extrasolares que orbitan la estrella Kepler-106. Fue descubierta por el método de tránsito astronómico en el año 2014. Kepler-106d ha sido descubierto por el telescopio espacial Kepler. Aunque muchos parámetros de Kepler-106d son aún desconocidas, el objeto es muy poco probable que sea un falso positivo.